# Hoya moninae
Hoya moninae, biljka iz porodice zimzelenovki i predstavnik potporodice svileničevki. Filipinski je zimzeleni endem opisan tek 2014. godine